# 姚高橋
姚高橋，中華民國警官，曾任中華民國內政部警政署第八任署長。

## 經歷
生於台灣苗栗縣竹南鎮港墘里，是家中的老么。 後遷居台北。中央警官學校正科28期，曾任中央警察大學校長。
1982年至1984年間擔任雲林縣警察局長，1996年6月13日接任警政署署長，1997年8月14日因白曉燕命案兇手犯下其他刑案，警政署匿報刑案，姚高橋因而請辭，轉任行政院參事、顧問。
2000年1月28日成為首任行政院海岸巡防署署長，後出任不分區立法委員。
2002年12月高雄市長選舉投票前夕，姚高橋表示將支持謝長廷。他遂在選後被國民黨開除黨籍。
2003年3月，謝長廷連任高雄市長後，任命姚高橋為副市長。 在副市長任內，姚高橋舉辦許多文化活動。 2004年10月，姚高橋接見第四度訪台的金泳三。
2018年地方選舉期間，他支持侯友宜跟韓國瑜。